# A Tale of Two Santas
«A Tale of Two Santas» (укр. «Історія про двох Сант») — третя серія третього сезону мультсеріалу «Футурама», що вийшла в ефір 23 грудня 2001 року у США на телеканалі «FOX».

## Сюжет
Настає Різдво, і всі люди замикаються в домівках, очікуючи прибуття Робота-Санти. Професор Фарнсворт, натомість, відправляє свою команду до самого Санти у його Замок Смерті на Нептуні — доставити пошту. Корабель приземляється на планеті, де команда знайомиться з маленькими нептуніанціями, чиє суспільство перебуває в стані жахливого зубожіння, оскільки Санта закрив фабрику іграшок, позбавивши їх роботи. Пара нептуніанців допомагає друзям проникнути до Замку Смерті.
Щоби уникнути миттєвої загибелі, Ліла пропонує вивести Робота-Санту з ладу за допомогою логічного парадоксу (Бендерові завбачливо наказано затулити на цей час вуха). Проте Санта виявляється не вразливим до парадоксів. Команді доводиться тікати від випущеної на них ракети. Вони встигають сісти на корабель і стартувати, але Санта хапає дюзу двигуна і не дає кораблеві злетіти. Жар двигунів розтоплює лід під ногами Санти — провалившись він швидко замерзає, позбавлений здатності рухатися.
Побачивши, що Санту знешкоджено, нептуніанці тріумфують і знов стають до роботи на іграшковій фабриці. Бендер вирішує зайняти місце Санти і доставити подарунки землянам. Проте жителі Нового Нью-Йорка, що очікують відомого їм кровожерливого Санту, зустрічають Бендера збройним опором. Після кількох небезпечних для життя візитів робот зупиняється випити пива і потрапляє до рук поліції. Суд визнає його винним в усіх злочинах, скоєних Сантою, і засуджує до страти через розривання на шматки потужними електромагнітами. 
Фрай і Ліла притьмом кидаються на Нептун, щоби доставити на Землю справжнього Санту і довести, що Бендер невинний. Вони вирізають його з ґрунту разом із величезною брилою криги, але та швидко тане (клімат планети змінився, відколи знов запрацювала фабрика, атмосферні викиди якої спричинили парниковий ефект), і Санта звільняється. Фрай і Ліла тікають на кораблі, але Санта непомічений переслідує їх. Тим часом Бендера готують до страти. Друзі намагаються врятувати його: кожен з них стверджує, що він є Сантою (а доктор Зойдберґ видає себе за «його друга Ісуса»). Ця хитрість не спрацьовує, і страта починається.
Раптово Санта вломлюється крізь стіну, рятує Бендера і забирає його з собою на традиційний різдвяний погром. Наприкінці Санта погрожує Бендорові вбити його, якщо той бодай ще раз видаватиме себе за нього, і викидає зі своїх летючих саней поміж палаючих руїн міста.

## Виробництво
Актор Джон Гудмен, який озвучував Робота-Санту в серії «Xmas Story», не зміг взяти участь у цій серії, й Санту озвучив Джон ДіМаджіо.

## Критика
Виконавчий продюсер «Футурами» Девід Коен назвав цю серію «загубленою» через затримки в її трансляції. Компанія «FOX» визнала серію непридатною для трансляції о 19:00 через наявність сцен насильства, і тому прем'єра серії відбулася за рік, — 23 грудня 2001 року, в час, пізніший за звичайний.

## Пародії, алюзії, цікаві факти
- Назва серії походить із заголовку роману Чарльза Діккенса «Казка про два міста» (англ. A Tale of Two Cities).
- Гавкання вартових псів на вході до Замку Смерті нагадує мелодію відомої різдвяної пісні «Дзвіночки» (англ. Jingle Bells).
- Сцена страти Бендера багато в чому нагадує відповідну сцену з роману Стівена Кінга «Зелена миля».
- Сцена, в якій члени команди «Міжпланетного експресу» по черзі називаються Сантою, пародіює відому сцену «Це я — Спартак!» з фільму Стенлі Кубрика «Спартак».

## Особливості українського перекладу
- Афро-американський роботичний аналог Санта-Клауса (англ. Kwanzaa-bot) з'являється в серії двічі й обидва рази називається по різному: спершу «Афробот», вдруге — «Афроробот».